# Convento di San Francesco d'Assisi (Salerno)
Il convento di San Francesco d'Assisi sorge nel rione Sant’Antonio della città di Salerno.
Fa parte del complesso Edifici Mondo.

## Storia
Edificato nel 1222 ospitò per diverso tempo i frati minori conventuali. È citato per la prima volta nel 1238 in un documento relativo alla concessione da parte dell'abate Giovanni del convento di San Nicola di una derivazione d'acqua della sorgente della Palma alla chiesa di San Francesco. Nel 1409 risultò completamente abbandonato e la regina Margherita di Durazzo lo fece ristrutturare e ampliare a proprie spese. I lavori si conclusero nel 1412 anno in cui la regina morì di peste, così il figlio Ladislao diede il compito allo scultore Antonio Baboccio da Piperno di erigerle una tomba da posizionare nel coro della chiesa.  La regina appare sulla lastra anteriore circondata dalle dame della sua corte, sontuosamente abbigliata, ed insieme a monache francescane su quella posteriore. Oggi il monumento funebre si trova nella navata sinistra del duomo. Nel 1575 è detto "dei padri conventuali di S. Francesco d'Assisi" e viene sottoposto a lavori di restauro sotto la direzione del mastro Leonardo d'Auletta. Il convento fu soppresso nel 1808 con decreto napoleonico e si progetta di trasformarlo in carceri giudiziarie maschili. La chiesa viene richiesta dalla confraternita del clero ma non viene concessa. Nel 1809 il monastero è adibito per quartiere delle guardie civiche. Nel 1815 fu adibito a sede delle carceri giudiziarie maschili insieme al vicino convento di San Pietro e San Giacomo,  costituendo il complesso delle carceri di S.Antonio. Il convento attualmente (2017) versa in uno stato di forte degrado.

## La struttura
L'edificio è a pianta quadrata con chiostro interno. Dalla descrizione dei locali si evince l'esistenza di un portico e di un atrio parzialmente scoperto con fontana. Sul lato meridionale di tale atrio si entrava nella chiesa che aveva l'ingresso principale nella strada di San Pietro a Maiella con una gradinata anticipata da un cancello di legno. La chiesa era decorata con stucchi e aveva sei cappelle. L'altare era in marmo e dietro lo stesso era posizionato il monumento a Margherita di Durazzo. La chiesa fu quasi distrutta durante i lavori di adeguamento a struttura carceraria. Il chiostro originariamente presentava, come quello di San Domenico, la tipica architettura meridionale ma, con i lavori di adeguamento fu completamente tompagnato.